# Galop (gangart)
 For alternative betydninger, se Galop. (Se også artikler, som begynder med Galop)
Galop (af højtysk gahlaufan; løbe), er en af hestens gangarter, og er den hurtigste af disse. Hesten har den ene sides for- og bagben foran den anden sides ben og løfter alle ben samtidig, hvorved hesten i et øjeblik er uden kontakt med underlaget. Alt efter om højre eller venstre side under størsteparten af galopspringet er foran den anden side, siges hesten at gå i "højre" eller "venstre" galop. Der findes også krydsgalop, hvor hestens bagben har samme bevægelse og dermed er parallelle med forbenene. Der skelnes endvidere mellem strakt eller fri galop, hvor hesten strækker ud og løber hurtigt, og kort galop, hvor den holdes an af tøjlen og tager kortere skridt. De to eksempler til højre viser foroven strakt galop, forneden kort galop.
| Dyr | Spire Denne artikel om dyr er en spire som bør udbygges. Du er velkommen til at hjælpe Wikipedia ved at udvide den. |